# Lelle SK
Le Lelle SK est un club estonien de football basé à Lelle, fondé en 1990 et disparu en 2005. Le club a évolué en première division estonienne de 1996 à 1999.